# Forever young
Forever Young, és el primer àlbum del grup alemany de synthpop Alphaville. Editat el 1984 pel cantant Marian Gold i produït per Dieter Meier, conté deu cançons que van tenir un succés rotund que els va catapultar cap a la fama.
Les «himnes generacionals» «Forever Young» (‘per sempre jove’) i «Big in Japan» (‘famós al Japó) els van convertir en un dels grups més destacats de la dècada de 1980. «Big in Japan» era una paròdia, no sense autoironia, dels cantants alemanys que estimen més cantar en anglès, amb l'il·lusió de fer-se famosos en altres països. El succés d'Alphaville al Japó va ser més aviat modest, a Suïssa, Suècia i als Estats Units ans al contrari va ser el número u. L'àlbum va guanyar discs d'or i de platí arreu a Europa.
El 2014, Ana Torroja del grup Meccano va fer una versió de la cançó que va donar el títol a l'àlbum, «Per sempre més» per a la Marató de TV3. El 2019 va fer un primer concert a Barcelona.

## Cançons
1. «A victory of love»
2. «Summer in Berlin»
3. «Big in Japan»
4. «To Germany with love»
5. «Fallen angel»
6. «Forever Young»
7. «In the mood»
8. «Sounds like a melody»
9. «Lies»
10. «The jet set»